# Miguel Ángel Lotina
Miguel Ángel Lotina (sinh ngày 18 tháng 6 năm 1957) là một huấn luyện viên và cựu cầu thủ bóng đá người Tây Ban Nha.

## Sự nghiệp Huấn luyện viên
Miguel Ángel Lotina đã dẫn dắt Logroñés, Numancia, Badajoz, Osasuna, Celta Vigo, Espanyol, Real Sociedad, Deportivo La Coruña, Villarreal và Tokyo Verdy.